# Centrale Bank van Aruba
Die Zentralbank von Aruba (niederländisch Centrale Bank van Aruba) ist seit dem 1. Januar 1986 die Zentralbank von Aruba. Der Hauptsitz der Bank befindet sich in der Hauptstadt Oranjestad.
Hauptaufgabe ist die Werterhaltung des Aruba-Florin und die Sicherstellung eines nachhaltigen Finanzsystems.